# ASEAG
Het Akens vervoerbedrijf Aachener Straßenbahn und Energieversorgungs - AG afgekort ASEAG, ontstond in 1942 uit het samengaan van de twee trambedrijven REKA en AG die samengevoegd werden en tegelijkertijd hernoemd werden.
In 1974 werd de laatste tramlijn opgeheven.
ASEAG onderhoudt vanuit Aken tevens verschillende grensoverschrijdende busverbindingen, met de Nederlandse plaatsen Heerlen, Vaals en Kerkrade, evenals het Belgische Kelmis en Eupen.

## Lijnennet
| Lijn                   | Route | Opmerkingen                   |
| ---------------------- | --- | ----------------------------- |
| Stadsbus Alsdorf       | |                               |
| AL1                    | Annapark - Schaufenberg - Blumenrath - Mariadorf                                                                                         |                               |
| AL2                    | Annapark - Busch |                               |
| AL3                    | Annapark − Ofden − Kellersberg − Annapark                                                                                                |                               |
| Stadsbus Eschweiler    | |                               |
| EW1                    | Eschweiler Bushof - Hastenrath - Gressenich                                                                                              |                               |
| EW2                    | Durwiß - Eschweiler Bushof - Nothberg |                               |
| EW3                    | Eschweiler Bushof - Hastenrath - Werth                                                                                                   |                               |
| EW4                    | St. Joris - Röhe - Eschweiler Bushof - Talbahnhof - Eschweiler Hauptbahnhof                                                              |                               |
| Stadsbus Herzogenrath  | |                               |
| HZ2                    | Pannesheide - Kohlscheid - Bardenberg |                               |
| Stadsbus Würselen      | |                               |
| WU1                    | Euchen - Weiden - Aachener Kreuz - Würselen - Kohlscheid                                                                                 |                               |
| Stads- en Streeklijnen | |                               |
| 1                      | Lintert - Fuchserde - Burtscheid - Aachen Hauptbahnhof - Bushof - Haaren - Verlautenheide - Stolberg - Schevenhütte                      |                               |
| 2                      | Preuswald - Bushof - Eilendorf |                               |
| 3A                     | Universitair Ziekenhuis → Westfriedhof → Schanz → Aachen Hauptbahnhof → Ponttor → Aachen West → Melaten Campus → Universitair Ziekenhuis | Ringlijn                      |
| 3B                     | Universitair Ziekenhuis → Melaten Campus → Aachen West → Aachen Hauptbahnhof → Schanz → Westfriedhof → Universitair Ziekenhuis           | Ringlij                       |
| 4                      | Kaiserplatz - Bushof - Schanz - Hanbruch (- Weststraße - Universitair Ziekenhuis)                                                        |                               |
| 5                      | Universitair Ziekenhuis - Schanz - Bushof - Forst - Driescher Hof - Brand                                                                |                               |
| 6                      | Eschweiler - Dürwiß - Neu-Lohn - Fronhoven - Aldenhoven - Jülich                                                                         |                               |
| 7                      | (Diepenbenden -) Bushof - Ponttor - Laurensberg - Richterich                                                                             |                               |
| 8                      | Eschweiler - Röthgen - Stich - Steinfurt - Stolberg - Vicht - Zweifall                                                                   |                               |
| 11                     | Schmithof - Walheim - Burtscheid - Aachen Hauptbahnhof - Bushof - Haaren - Alsdorf - Mariadorf (- Hoengen)                               |                               |
| 12                     | Melaten Campus - Hörn - Bushof - Eilendorf - Stolberg                                                                                    |                               |
| 13A                    | Ponttor → Technische Hogeschool → Schanz → Aachen Hauptbahnhof → Kaiserplatz → Ponttor                                                   | Ringlijn                      |
| 13B                    | Ponttor → Kaiserplatz → Aachen Hauptbahnhof → Schanz → Technische Hogeschool → Ponttor                                                   | Ringlijn                      |
| 14                     | Bushof - Aachen Hauptbahnhof - Diepenbenden - Grens - Köpfchen - Eynatten (B) - Eupen (B)                                                | i.s.m. TEC                    |
| 15                     | Elisenbrunnen - Bushof - Forst - Brand - Breinig (- Mausbach)                                                                            |                               |
| 16                     | Aachen Hauptbahnhof - Bushof - Haaren - Verlautenheide - Aachener Kreuz                                                                  |                               |
| 17                     | Bushof - Ponttor - Richterich - Horbach - Locht                                                                                          |                               |
| 21                     | (Waldfriedhof -) Siegel - Burtscheid - Aachen Hauptbahnhof - Bushof - Haaren - Wünselen - Herzogenrath (- Übach-Palenberg)               |                               |
| 22                     | Melaten Campus - Hörn - Bushof - Eilendorf - Stolberg                                                                                    |                               |
| 23                     | (Melaten Campus - Hörn -) Bushof - Hüls                                                                                                  |                               |
| 24                     | Laurensberg - Süsterfeld - Bushof - Schanz - Preusweg - Kelmis (B)                                                                       |                               |
| 25                     | Vaals (NL) - Schanz - Bushof - Forst - Brand - Stolberg (- Atsch)                                                                        |                               |
| 26                     | Eschweiler - Bergrath - Nothberg - Heistern - Hamich - Gressenich                                                                        |                               |
| 27                     | Diepenbenden - Bushof - Ponttor - Laurensberg - Vetschau - Kohlscheid/Richterich                                                         |                               |
| 28                     | Eschweiler - Hehlrath - Kinzweiler - Alsdorf - Hoengen - Mariadorf - Alsdorf                                                             |                               |
| 30                     | Vaals (NL) - Burtscheid - Forst - Hüls - Haaren (- Ponttor - Süsterau)                                                                   |                               |
| 32                     | Bushof - Kronenberg - Hanbruch - Universitair Ziekenhuis                                                                                 |                               |
| 33                     | Vaals (NL) - Universitair Ziekenhuis - Melaten Campus - Hörn - Ponttor - Bushof - Elisenbrünen - Beverau - Fuchserde                     |                               |
| 34                     | Kerkrade (NL) - Kohlscheid - Bushof - Forst - Brand                                                                                      |                               |
| 35                     | Vaals (NL) - Schanz - Bushof - Forst - Brand - Walheim - Breinig                                                                         |                               |
| 36                     | Bushof - Burtscheid - SCHUMAG - Schleckheim                                                                                              |                               |
| 37                     | Diepenbenden - Bushof - Ponttor - Laurensberg - Orsbach - Lemiers                                                                        |                               |
| 40                     | Stolberg - Kohlbusch - Münsterbusch - Stolberg                                                                                           |                               |
| 41                     | Bushof - Tierpark - Forst - Walheim - Sief                                                                                               |                               |
| 42                     | Schevenhütte - Zweifall - Vicht - Breinig - Büsbach - Stolberg                                                                           |                               |
| 43                     | Bushof - Hüls - |                               |
| 44s                    | Aachen Hauptbahnhof - Bushof - Richterich - Horbach - Kerkrade (NL) - Heerlen (NL)                                                       | i.s.m. Arriva Personenvervoer |
| 45                     | Universitair Ziekenhuis - Schanz - Forst - Brand                                                                                         |                               |
| 46                     | Walheim - Sief - Lichtenbusch - Burtscheid - Aachen Hauptbahnhof - Bushof - Verlautenheide                                               |                               |
| 47                     | Bushof - Ponttor - Laurensberg - Richterich - Kohlscheid - Herzogenrath - Merkstein                                                      |                               |
| 48                     | Eschweiler - Pumpe - Donnerberg - Solberg                                                                                                |                               |
| 50                     | Brand - Eilendorf |                               |
| 51                     | Bushof - Würselen - Alsdorf - Baesweiler                                                                                                 |                               |
| 52s                    | Bushof - Eschweiler - Vöckelsberg |                               |
| 53                     | Bushof - Ronheider Weg |                               |
| 55                     | Vaals (NL) - Schanz - Bushof - Forst - Brand - Lichtenbüsch                                                                              |                               |
| 57                     | Verlautenheide - Eilendorf - Bushof - Kohlscheid - Herzogenrath - Merkstein                                                              |                               |
| 62                     | Stolberg - Münsterbusch - Büsbach |                               |
| 65                     | Elisenbrunnen - Bushof - Forst - Brand - Walheim                                                                                         |                               |
| 70                     | Vaals (NL) - Universitair Ziekenhuis - Richterich - Forst - Lintert                                                                      |                               |
| 72                     | Stolberg - Donnerberg |                               |
| 73                     | Rothe Erde - Bushof - Ponttor - Aachen West - Hörn - Melaten Campus - Universitair Ziekenhuis                                            |                               |
| 74                     | Aachen Hauptbahnhof - Bushof - Aachen West - Avantis                                                                                     | Belbus                        |
| 75                     | Bushof - Aachen Schanz - Hörn |                               |
| 77                     | Diepenbenden - Bushof - Ponttor - Laurensberg - Richterich                                                                               |                               |
| 80                     | Kohlscheid - Richterich - Melaten Campus - Universitair Ziekenhuis                                                                       |                               |
| 103s                   | Waldfriedhof - Burtscheid - Aachen Hauptbahnhof - Aachen Schanz - Universitair Ziekenhuis - Melaten Campus - Aachen West                 |                               |
| 125s                   | Elisenbrunnen - Bushof - Brand - Büsbach - Stolberg                                                                                      |                               |
| 135s                   | Elisenbrunnen - Bushof - Brand - Walheim - Hahn                                                                                          |                               |
| 147s                   | Bushof - Ponttor - Kohlscheid - Herzogenrath - Merkstein                                                                                 |                               |
| 151s                   | Bushof - Soers - Würselen - Alsdorf - Baesweiler                                                                                         |                               |
| 173s                   | Universitair Ziekenhuis - Melaten Campus - Süsterau - Bushof - Brand                                                                     |                               |
| Nachtbus               | |                               |
| N1                     | Elisenbrunnen → Forst → Brand → Walheim → Schleckheim → Oberforstbach → Burtscheid → Elisenbrunnen                                       | Ringlijn                      |
| N2                     | Elisenbrunnen → Bushof → Elisenbrunnen - Ponttor - Laurensberg - Richterich - Horbach - Locht                                            |                               |
| N3                     | Elisenbrunnen - Haaren - Verlautenheide - Würselen - Herzogenrath - Merkstein - Boscheln                                                 |                               |
| N4                     | Elisenbrunnen - Ponttor - Aachen West - Hörn - Kullen - Vaals (NL)                                                                       |                               |
| N5                     | Bushof → Elisenbrunnen → Aachen Hauptbahnhof → Burtscheid → Lichtenbüsch → Schleckheim → Niederforstbach → Brand → Forst → Elisenbrunnen | Ringlijn                      |
| N6                     | Elisenbrunnen → Kohlscheid → Bardenberg → Würselen → Haaren → Elisenbrunnen                                                              | Ringlijn                      |
| N7                     | Bushof → Elisenbrunnen - Karlsgraben - Hanbruch - Preuswald - Kelmis                                                                     |                               |
| N8                     | Elisenbrunnen → Bushof - Eilendorf - Münsterbusch - Stolberg - Atsch - Eilendorf - Bushof                                                |                               |
| N13                    | Eschweiler - Weisweiler - Hücheln - Weisweiler - Aachen                                                                                  |                               |

## Wagenpark
Voor de dagelijkse diensten worden de volgende bustypes ingezet:
- Mercedes-Benz Citaro
- Mercedes-Benz Citaro G
- Mercedes-Benz CapaCity
- Van Hool AGG300 (lijn 5 en 45)
- Sinds kort vijf VDL Citea's LLE

In het verleden werden ook de volgende bustypes ingezet:
- Mercedes-Benz O405
- MAN Lion's City
- Neoplan Centroliner
- Van Hool A508